# Protodiaspis lagunae
Protodiaspis lagunae är en insektsart som beskrevs av Ferris 1921. Protodiaspis lagunae ingår i släktet Protodiaspis och familjen pansarsköldlöss. Inga underarter finns listade i Catalogue of Life.